# Piranhas (Alagoas)
Piranhas è un comune del Brasile nello Stato dell'Alagoas, parte della mesoregione di Sertão Alagoano e della microregione di Alagoana do Sertão do São Francisco.
Nei pressi della città, l'impianto idroelettrico sul fiume São Francisco dell'Hidrelétrica de Xingó fornisce di energia elettrica gran parte della regione.